# Hagnagora mirandahenrichae
Hagnagora mirandahenrichae es una especie de polilla de la familia de las geométridas. Solo ha sido vista en los sectores Santa María y Pitilla del Área de Conservación Guanacaste, provincia de Guanacaste en el noroeste de Costa Rica.
Los adultos se diferencian fácilmente de Hagnagora croceitincta por sus diseños en el ala. El color amarillo tierra de las mirandahenrichae es ligeramente más intenso que en las Hagnagora clustimena.

## Etimología
La especie fue nombrada en honor de la Señora Miranda Henrich de California en reconocimiento del soporte crítico que ella y su madre para la comprensión de la taxonomía y desarrollo de la biodiversidad del Área de Conservación Guanacaste en el noroeste Costa Rica.